# Deacon Brodie
William Brodie (28 de septiembre de 1741 - 1 de octubre de 1788), más comúnmente conocido por su prestigioso título de Deacon Brodie ("Diácono Brodie"), fue un fabricante de armarios equivalentes a nuestras cajas fuertes actuales, presidente de la Cámara de Comercio de Edimburgo y canciller de la ciudad, que llevó una vida secreta como ladrón, en parte por las dosis de adrenalina que tal actividad le producía, pero también porque le permitió amasar una fortuna.

## Los hechos
Durante el día, Brodie era un respetable hombre de negocios, miembro del Consejo Municipal y diácono (en este caso director) de la Corporación de Artesanos y Masones. Participó en un jurado y se relacionó con la alta burguesía de Edimburgo, conociendo al poeta Robert Burns y al pintor sir Henry Raeburn. Fue además miembro del Club de las Esclavinas de Edimburgo (capas cortas, en inglés, "Cape Club"). Parte de su trabajo como fabricante de armarios consistía en instalar y reparar las cerraduras, así como otros mecanismos de seguridad, tanto en los propios armarios como en las puertas de las casas y negocios.
Por la noche, sin embargo, Brodie se convertía en ladrón. Usaba su oficio diurno de cerrajero para obtener información acerca de los mecanismos de seguridad de sus clientes, y copiaba las llaves creando moldes de cera. Como principal artesano de la ciudad, trabajó en las casas de los miembros más ricos de la sociedad de Edimburgo. Utilizaba el dinero robado para mantener su doble vida, incluyendo cinco hijos, dos amantes que no sabían la una de la otra, y su adicción al vicio del juego. Su carrera criminal comenzó oficialmente en 1768, cuando copió las llaves de un banco y robó 800 libras. En 1786 reclutó a una pequeña banda de ladrones, formada por Brown, Smith y Ainslie.
El suceso que condujo a la detención de Brodie tuvo lugar a finales de 1786, cuando organizó una incursión armada en la oficina de impuestos de los Juzgados de Chessel, en el Canongate. El plan de Brodie falló cuando Ainsle fue capturado. Ainsle dijo que un hijo de el rey era su jefe, luego aceptó que Brodie era su jefe, y delató al resto de la banda. Brodie escapó a Holanda con la intención de partir hacia los Estados Unidos, pero fue detenido en Ámsterdam y embarcado de vuelta a Edimburgo para ser juzgado. 
El juicio comenzó el 27 de agosto de 1788. Al principio no había pruebas que lo inculparan, hasta que el material del delito apareció en su casa: copias de llaves, un disfraz y pistolas. El jurado declaró a Brodie y a su secuaz George Smith, de profesión tendero, culpables. Smith era un cerrajero inglés culpable de numerosos delitos, entre ellos, la sustracción de la maza de plata que custodiaba la Universidad de Edimburgo.
Brodie y Smith fueron colgados el 1 de octubre de 1788 en el Tolbooth, en una horca que el propio Brodie había diseñado y fabricado el año anterior. Según la leyenda, Brodie llevaba un collar de acero y un tubo de plata en la garganta para evitar que el ahorcamiento fuera fatal. Se dice que sobornó al verdugo para que lo diera por muerto y planeó todo para que su cuerpo fuera retirado rápidamente, con la esperanza de poder ser revivido más tarde. Si fue así, el plan falló. Brodie fue enterrado en la Iglesia Parroquial de Buccleuch. No obstante, los rumores de que Brodie había sido visto en Londres dieron mayor publicidad a la leyenda de su supuesta evasión.

## Pervivencia de Deacon Brodie
La leyenda popular sostiene que Brodie construyó la primera horca de Edimburgo, siendo también su primera víctima. Acerca de esto William Roughead escribe en Classic Crime que tras la investigación se decidió que si bien Brodie pudo haber tenido algo que ver en su diseño, "...ciertamente ni era de su construcción, ni fue el primero que se beneficiaba de ello por culpa de su ingenuidad".
La dicotomía entre la fachada que Brodie ofrecía al mundo y su verdadera naturaleza inspiraron al escritor Robert Louis Stevenson su libro El Extraño Caso del Doctor Jekyll y Mr Hyde. El padre de Stevenson poseía muebles fabricados por Brodie.
Deacon Brodie es conmemorado por un pub en la Royal Mile de Edimburgo, en la esquina entre Landmarket y Bank Street que lleva hacia The Mound, y por un callejón en la Royal Mile que también lleva su nombre. Asimismo, un pub de New York de nombre Deacon Brodie se encuentra al sur del famoso 46 Street Restaurant Row en el West Side, entre 8st y 9st (más cerca de la segunda).
En 1975 fue publicado por Hamish Hamilton el libro de Forbes Bramble acerca de la vida de Brodie El Extraño Caso de Deacon Brodie.
En 1997 se realizó una adaptación televisiva protagonizada por Billy Connolly.